# Naturparkstation Theikenmeer

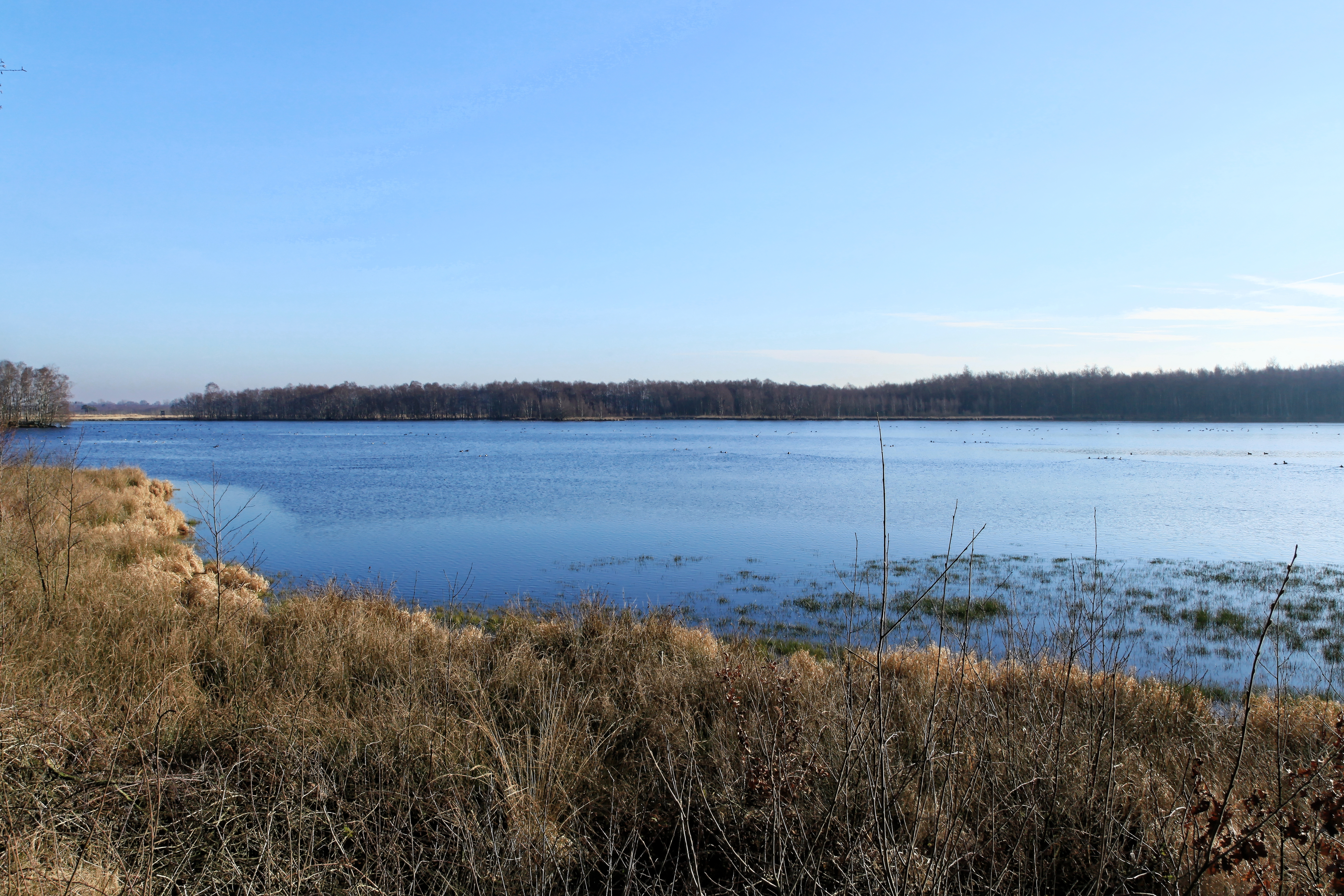
Das Theikenmeer

Die Naturparkstation Theikenmeer befindet sich in der Stadt Werlte in Niedersachsen. Sie liegt nahe dem Theikenmeer im Naturpark Hümmling.

## Beschreibung
Die Naturparkstation besteht aus einer barrierefreien Ausstellung in einer Scheune
und einem rund neun Kilometer langen Rundwanderweg. An dem Weg befinden sich ein teilweise barrierefreier Aussichtsturm sowie mehrere Beobachtungsplattformen. Sie ermöglichen Einblicke in das Naturschutzgebiet. Thematisch geht es um die Geologie und die Entstehung des Gebietes sowie über dessen Nutzung durch den Menschen. Erklärt wird auch die Renaturierung des Gebiets sowie die darin befindliche Tier- und Pflanzenwelt.
Folgende Stationen und Wege befinden sich an der Naturparkstation:
- Naturparkstation Ausstellung
- Knick
- Bernhard-Grzimek-Turm (benannt nach dem Tierfachmann Bernhard Grzimek)
- Landschaftspflege
- Reptilien/Amphibien
- Libellen
- Beobachtungshügel Moorwiesen am Theikenmeer
- Aussichtsplattform Wehmer Dose
- Vogelbeobachtungshütte
- Findling Wehmer Dose „Alter Schwede“

Neben dem Hauptrundwanderweg gibt es auch die Exkurse Kranichpfad von ca. 2 Kilometer Länge und die barrierefreie Aussicht von ca. 1,5 Kilometer Länge.
Die Ausstellung der Naturparkstation mit dem Titel Natur-Zeit-Mensch stellt die Entwicklung des Gebietes mit der Entstehung des Hümmlings bis heute dar. Die Naturparkstation befindet sich in Nachbarschaft zum Landschaftspflegehof des NABU, der als Ortsverein Werlte/Sögel maßgeblich an der Gestaltung beteiligt war. Neben Urkunden, Bildern und Dokumenten zur Stadtgeschichte wird auch durch Fotos und Briefen das Leben der Menschen in der Region veranschaulicht. Zur Ausstellung gehören auch Ton- und Filmdokumente. Es gibt eine Kinderecke zum Lernen und Mitmachen ein. Darüber hinaus gibt es eine Webcam zu einem Schleiereulenkasten, die Einblick in das Leben der Vögel bietet.

## Geschichte
Die Anfangsplanungen für eine Naturparkstation gehen zurück in das Jahr 1911. Bevor das Gebiet 1936 zum Naturschutzgebiet ausgewiesen wurde, plante bereits der Heimatdichter Albert Trautmann am Theikenmeer ein Museum mit dem Ziel „dem Hümmling ein Denkmal zu setzen, für das uns kommende Generationen Dank sagen werden“. Es sollte eine Stätte für gemeinsame Begegnungen, für Heimattagungen und für die Unterrichtung der Jugend geschaffen werden. Durch den Ausbruch des Ersten Weltkriegs kam das Projekt zum Erliegen.
Im Jahr 1990 ließ der Museumsverein Theikenmeer-Ostenwalde die Idee einer Naturparkstation wiederaufleben. Das Ziel des Vereins war die Förderung und Pflege des Landschaftsmuseums Theikenmeer-Ostenwalde, das in 500 m Entfernung vom Naturschutzgebiet errichtet und nach pädagogischen Gesichtspunkten zu einem Landschaftsmuseum ausgebaut werden sollte. 2008 wurde der Landschaftsschutzhof eingerichtet. Ein weiteres Projekt im Naturparkplan des 2015 gegründeten Naturparks Hümmling war die Naturparkstation, die 2023 eröffnet wurde.